# نقص فيتامين أ

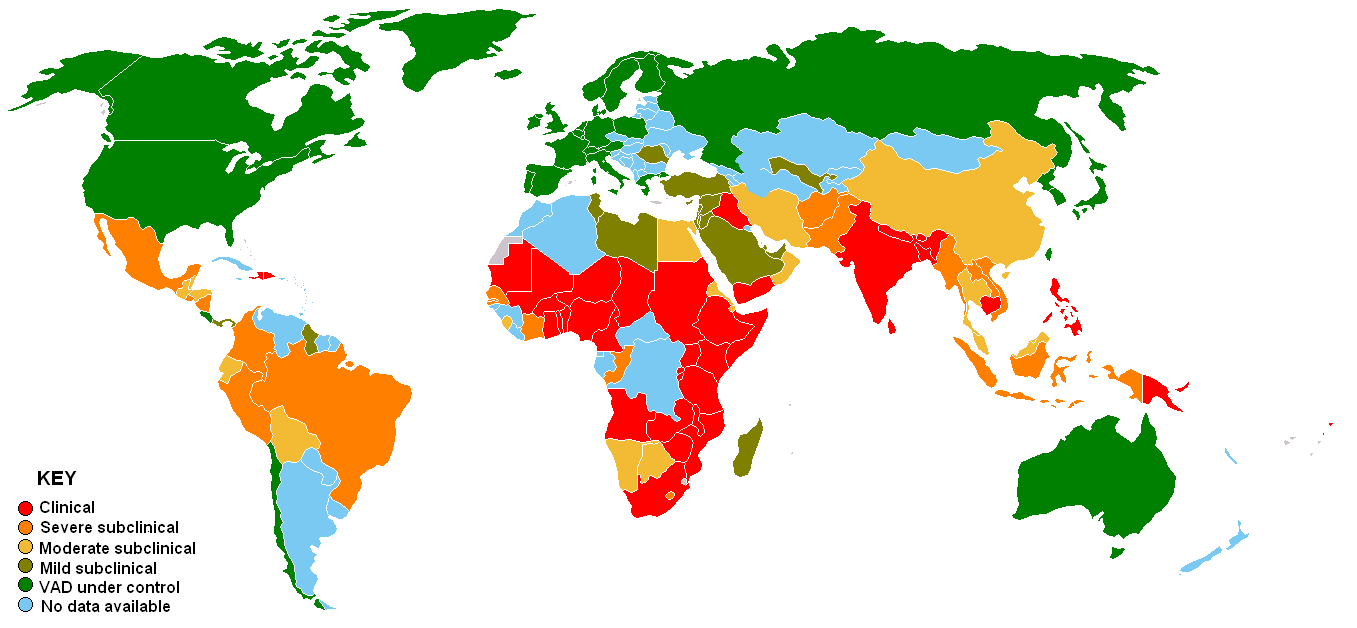
انتشار نقص فيتامين (أ)

نقص فيتامين أ (ن ف أ) هو نقص فيتامين أ في البشر. وهو شائع في البلدان الأكثر فقرا ولكن نادرا ما يشاهد في البلدان الأكثر تقدما. العمى الليلي هي واحدة من العلامات الأولى على (ن ف أ). يمكن أن يحدث جفاف الملتحمة، تلين القرنية، والعمى الكامل أيضا حيث أن فيتامين أ له دور كبير في تكوين الصورة.
نقص فيتامين أ هو السبب الرئيسي للعمى في مرحلة الطفولة يمكن الوقاية منها وأمر بالغ الأهمية لتحقيق الأهداف الإنمائية للألفية الأربعة للحد من وفيات الأطفال. يصاب ما يقرب من 250.000 إلى 500.000 طفل ممن يعانون من سوء التغذية في العالم النامي بالعمى كل عام نتيجة لنقص فيتامين أ، حوالي نصفهم يموتون في غضون عام من اصابتهم بالعمى. وضعت الدورة الخاصة لالأمم المتحدة المعنية بالأطفال في عام 2002 هدف القضاء على (ن ف أ) بحلول عام 2010.
انتشار العمى الليلي بسبب (ن ف أ) مرتفعة أيضا بين النساء الحوامل في العديد من البلدان النامية. يؤدي (ن ف أ) إلى وفاة الأمومة ونتائج سيئة أخرى في فترة الحمل والرضاعة.
أيضا يقلل (ن ف أ) القدرة على محاربة الالتهابات. لدى البلدان التي لا يتم تطعيم الأطفال معدل وفيات مرتفع من الأمراض المعدية مثل الحصبة. يمكن أن يؤي نقص معتدل في فيتامين أ إلى مشكلة كما أوضح ألفريد سومر، لأنها قد تزيد من خطر الأطفال من تطور التهابات الجهاز التنفسي والإسهال، وانخفاض معدل النمو، نمو العظام بشكل بطيئ، وتقليل احتمالات البقاء على قيد الحياة من مرض خطير.
يقدر أن يؤثر (ن ف أ) على ما يقرب من ثلث الأطفال دون سن الخامسة في جميع أنحاء العالم. من المقدر أن تودي بحياة 670.000 طفل دون سن الخامسة سنويا. أصبح هناك ما يقرب من 250.000 : 500.000 الأطفال يصابون بالعمى في البلدان النامية كل السنة بسبب (ن ف أ)، مع أعلى نسبة انتشار في جنوب شرق آسيا وأفريقيا. ووفقا لمنظمة الصحة العالمية، فإن (ن ف أ) تحت السيطرة في الولايات المتحدة، ولكن، في البلدان النامية، (ن ف أ) هو مصدر قلق كبير. على الصعيد العالمي، تلقى 65٪ من جميع الأطفال الذين تتراوح أعمارهم بين 6-59 شهرا جرعتين من فيتامين (أ) في عام 2013، الحماية الكاملة لهم ضد (ن ف أ) 80٪ في أقل البلدان نموا.

## العلامات والأعراض
(ن ف أ) هو سبب شائع للعمى في البلدان النامية. منظمة الصحة العالمية تقدر 13.8 مليون طفل في اصابتهم بدرجة ما من فقدان البصر المتعلقة بـ(ن ف أ). العمى الليلي وحالته الأكثر سوءا، جفاف الملتحمة، هي علامات على نقص هذا الفيتامين، كما أنه يمكن أن يؤدي أيضا إلى اختلال وظائف المناعة والسرطان، والعيوب الخلقية. مجموعات من الكيراتين في الملتحمة، المعروفة باسم بقعة بيتو. تحدث العيوب الظهارة حول حوف القرنية نتيجة لـ(ن ف أ). هذه العيوب الظهارية الملتحمة لا تظهر حتى على المصباح الشقي، لكنها تحدث بقعة سوداء وتصبح مرئية بسهولة بعد تقطير من الكحل؛ وهذا ما يسمى «علامة مميزة».
العمى الليلي هو صعوبة للعيون على التكيف مع ضوء خافت. الأفراد المتضررين غير قادرين على تمييز الصور في انخفاض مستويات الإضاءة. الأشخاص الذين يعانون من العمى الليلي لديهم ضعف الرؤية في الظلام، ولكن يروا بشكل عادي عندما يكون هناك ضوء الكافي موجود.
يؤثر (ن ف أ) على الرؤية عن طريق تثبيط إنتاج رودوبسين، وهو صباغ العين المسؤول عن الاستشعار في حالات الإضاءة المنخفضة. تم العثور على رودوبسين في شبكية العين وهو متكون من ريتينال (شكل نشط من فيتامين أ) وأوبسين (بروتين). ولأن الجسم لا يمكنه إنتاج شبكية العين الريتينال بكميات كافية، فإن اتباع نظام غذائي منخفض في فيتامين أ يؤدي إلى انخفاض كمية الرودوبسين في العين، حيث أنه لا يوجد كمية كافية من رودوبسين للربط مع الأوبسين. يكون الناتج العمى الليلي.
ارتبط العمى الليلي الناجم عن (ن ف أ) مع فقدان الخلايا الكأسية في الملتحمة، وهو الغشاء الذي يغطي السطح الخارجي للعين. الخلايا الكأسية هي المسؤولة عن إفراز المخاط، وينتج عن غيابهم جفاف الملتحمة، وهي حالة حيث تفشل العيون في إنتاج الدموع. الخلايا الظهارية والجرثومية الميتة تتراكم على الملتحمة قد تؤدي للإصابة بالعدوى وربما العمى.
انخفاض العمى الليلي يتطلب تحسين حالة الفيتامين أ في السكان المعرضين للخطر. وقد ثبت أن المكملات والأغذية من التدخلات الفعالة. العلاج المكمل للعمى الليلي تتضمن جرعات عالية من فيتامين أ (200000 وحدة دولية) في شكل ريتنيل بالميتات تؤخذ عن طريق الفم، والتي تدار 2-4 مرات في السنة. [11] الحقن العضلي يتم امتصاصه بشكل سيئ وغير فعال في إيصال فيتامين أ. استخدام مواد غذائية مدعمة بفيتامين أ هو أمر مكلف، ولكن يمكن أن يتم استخدام القمح والسكر والحليب. قد تتجنب الأسر الأغذية المدعمة بفيتامين أ المكلفة عن طريق تغيير العادات الغذائية. استهلاك الفواكه الصفراء والبرتقالية والخضروات الغنية بالكاروتينات، وتحديدا البيتا كاروتين، وتوفر هذه البدائل بروفيتامين أ الذي من شأنه منع العمى الليلي الناتج عن (ن ف أ).

## الأسباب
السبب الرئيسي هو الطعام الخشن الذي يشمل مصادر حيوانية قليلة من تشكيل ما قبل فيتامين أ. وبالإضافة إلى المشاكل الغذائية، وهناك أسباب أخرى من (ن ف أ). نقص الحديد يمكن أن يؤثر على امتصاص فيتامين (أ). استهلاك الكحول الزائد يمكن أن يستنفد فيتامين أ، ويمكن أن يكون الكبد المرهق أكثر عرضة لسمية فيتامين (أ). يجب على الناس الذين يستهلكون كميات كبيرة من الكحول طلب المشورة الطبية قبل اتخاذ مكملات فيتامين أ. بشكل عام، يجب على الناس أيضا طلب المشورة الطبية قبل اتخاذ مكملات فيتامين أ إذا كان لديهم أي حالة مرتبطة مع سوء امتصاص الدهون مثل التهاب البنكرياس، وتليف كيسي، ذرب الاستوائية وانسداد القنوات الصفراوية.

## العلاج
علاج (ن ف أ) يمكن أن يتم عن طريق الفم والحقن.
- عن طريق الفم، المكملات من فيتامين أ فعالة لتقليل مخاطر الإصابة بالأمراض، وخاصة من الإسهال الشديد، والحد من الوفيات الناجمة عن الحصبة وجميع أسباب الوفيات. وقد أظهرت الدراسات أن إعطاء مكملات فيتامين أ للأطفال دون سن الخامسة الذين هم عرضة لخطر (ن ف أ) يمكن أن تقلل من معدل الوفيات بنسبة 23 في المائة.[13] توافرت مكملات فيتامين أ على هيئة أقراص في بعض البلدان التي يكون فيها (ن ف أ) مشكلة صحية عامة تم أخذها في أيام التحصين الوطنية للقضاء على شلل الأطفال أو الحصبة. تمكن فعاليات صحة الطفل العديد من البلدان في غرب ووسط أفريقيا لتحقيق أكثر من 80٪ من تأمين فيتامين أ.[1] ووفقا لبيانات اليونيسيف، في عام 2013 في جميع أنحاء العالم، كان 65 في المائة من الأطفال الذين تتراوح أعمارهم بين 6 و 59 شهرا كاملا محمية مع اثنين من جرعة عالية من فيتامين أ. تكلفة كبسولات فيتامين أ حوالي 0.02 دولار. الكبسولات من السهل التعامل معها. وهي لا تحتاج ليتم تخزينها في الثلاجة أو لتلقيح الناقل. عندما يتم إعطاء الجرعة الصحيحة، فإن فيتامين أ يكون آمن وليس له أي تأثير سلبي على اللقاح عن طريق الفم لشلل الأطفال أو الحصبة. مع ذلك، حيث أن الاستفادة من مكملات فيتامين أ عابرة، والأطفال في حاجة إليها بانتظام كل 4-6 أشهر. وحيث أن أيام التحصين الوطنية توفر جرعة واحدة فقط في السنة، وفيتامين أيام التحصين الوطنية المرتبطة يجب أن تستكمل عملية توزيع برامج جرعة أخرى للحفاظ على فيتامين أ لدى الأطفال [14][15] ما بعد الولادة في الشهر الأول يمكن أن توفر الرضاعة الطبيعية للرضيع كمية مناسبة من فيتامين أ عن طريق حليب الثدي. ومع ذلك، يجب تجنب جرعة عالية من المكملات للنساء الحوامل لأنه يمكن أن يسبب تشوهات الإجهاض والولادة.[16]
- إغناء الأغذية مفيد أيضا لتحسين (ن ف أ). مجموعة متنوعة من أشكال الزيتية والجافة من استرات الريتينول، تتوفر لإغناء الأغذية بفيتامين أ، السمن والزيت الأسيتات ريتنيل وريتنيل بالميتات هي المركبات الغذائية المثالية للإغناء بفيتامين أ. أنها تحمي من أكسدة فيتامين أ أثناء التخزين والاستيعاب السريع له. بيتا كاروتين وخلات ريتنيل أو ريتنيل بالميتات تستخدم كشكل من أشكال فيتامين أ لإغناء فيتامين أ من الأطعمة المعتمدة على الدهون. وقد استخدم تقوية السكر مع ريتنيل بالميتات كشكل من أشكال فيتامين أ على نطاق واسع في جميع أنحاء أمريكا الوسطى. يتم استخدام دقيق الحبوب والحليب المجفف والحليب السائل أيضا المركبات الغذائية لتغنية فيتامين أ.[17][18] الهندسة الوراثية هي طريقة أخرى لإغناء الأغذية، وهذا قد تحقق مع الأرز الذهبي، [19][20] لكن المعارضة إلى الأغذية المعدلة وراثيا قد منع استخدامه اعتبارا من يوليو 2012.
- يمكن التحكم في (ن ف أ) عن طريق التنويع الغذائي. مصادر غير حيوانية من فيتامين أ والتي تحتوي على ما قبل تشكيل فيتامين أ حساب لأكثر من 80٪ من السعرات بالنسبة لمعظم الأفراد في العالم النامي. الزيادة في استهلاك الأطعمة الغنية بفيتامين أ ذات الأصل الحيواني بالإضافة إلى الفواكه والخضروات لها آثار مفيدة على (ن ف أ).[21] باحثون في خدمة البحوث الزراعية قادرين على تحديد التسلسل الجيني في الذرة التي ترتبط مع مستويات أعلى من بيتا كاروتين، وفيتامين أ. تمهيدا لأنها وجدت أن مربي يمكن أن يعبر اختلافات معينة من الذرة لإنتاج المحاصيل مع زيادة 18 أضعاف في بيتا كاروتين. هذه التطورات في مجال تربية النباتات الغذائية يمكن أن تساعد يوما ما في الأمراض المتعلقة بـ(ن ف أ) في البلدان النامية.[22]